# Telogaster opisthorchis
Telogaster opisthorchis är en plattmaskart som beskrevs av John Muirhead Macfarlane 1945. Telogaster opisthorchis ingår i släktet Telogaster och familjen Acanthostomatidae. Inga underarter finns listade i Catalogue of Life.